# Käthe und ich
Käthe und ich ist eine Filmreihe mit 90-minütigen Folgen im Auftrag der ARD Degeto für den Primetime-Sendeplatz Endlich Freitag im Ersten und die ARD Mediathek. Im Mittelpunkt der Dramareihe steht Psychologe Paul Winter (Christoph Schechinger), der sich auf tiergestützte Therapien spezialisiert hat.
Der Auftaktfilm Dornröschen war am 1. November 2019 mit einem Tagessieg-Marktanteil von 16,0 Prozent die erfolgreichste Sendung im deutschen Fernsehen. 4,83 Millionen Zuschauer sahen die Episode, in der eine Patientin aus dem Koma erwacht und droht allen Lebensmut zu verlieren. Nach dem großen Auftakterfolg wurden zwei weitere Teile mit Ausstrahlung im Jahr 2020 in Auftrag gegeben. Im selben Jahr fanden bereits die Dreharbeiten für die Teile fünf und sechs statt. Noch vor Ausstrahlung der Filme fünf und sechs begann im Frühjahr 2021 die Produktion der Teile sieben und acht, die im März 2022 im Ersten ausgestrahlt werden sollten. Aufgrund der Sondersendung Wir helfen – Gemeinsam für die Ukraine wegen des Krieges gegen die Ukraine wurde die Ausstrahlung verschoben. Von Oktober bis November 2024 liefen die Dreharbeiten für die Teile 11 & 12.

## Handlung
Gemeinsam mit der Australian-Shepherd-Therapiehündin Käthe unterstützt Psychologe Paul Winter seine Patienten in anspruchsvollen Lebenssituationen. Die einzelnen Fälle der Filme und ihre Protagonisten behandeln stets übergeordnete Themen, wie den Drang nach Selbstoptimierung, Trennungen, die Schwierigkeit zu verzeihen, Einsamkeit oder Narzissmus.

## Folgen
| Folge | Titel                  | Arbeitstitel               | Drehzeitraum                    | Erstausstrahlung                                                  | Regie             | Drehbuch        | Einschaltquoten                 |
| ----- | ---------------------- | -------------------------- | ------------------------------- | ----------------------------------------------------------------- | ----------------- | --------------- | ------------------------------- |
| 1     | Dornröschen            | 1                          | 3. – 30. September 2018         | 30. Oktober 2019 (ARD Mediathek) 1. November 2019 (Das Erste)     | Philipp Osthus    | Brigitte Müller | 4,83 Mio. Zuschauer (16 % MA)   |
| 2     | Das Findelkind         | 2                          | 1. – 27. Oktober 2018           | 6. November 2019 (ARD Mediathek) 8. November 2019 (Das Erste)     | Philipp Osthus    | Brigitte Müller | 4,54 Mio. Zuschauer (15,6 % MA) |
| 3     | Zurück ins Leben       | Das Phantom von der Müritz | 7. August – 10. Oktober 2019    | 9. September 2020 (ARD Mediathek) 11. September 2020 (Das Erste)  | Philipp Osthus    | Brigitte Müller | 3,82 Mio. Zuschauer (14,1 % MA) |
| 4     | Papakind               | Der letzte Wunsch          | 7. August – 10. Oktober 2019    | 16. September 2020 (ARD Mediathek) 18. September 2020 (Das Erste) | Philipp Osthus    | Brigitte Müller | 4,14 Mio. Zuschauer (14,7 % MA) |
| 5     | Im Schatten des Vaters | Der Narzisst               | 8. September – 8. Oktober 2020  | 16. September 2021 (ARD Mediathek) 17. September 2021 (Das Erste) | Oliver Liliensiek | Brigitte Müller | 3,24 Mio. Zuschauer (12,6 % MA) |
| 6     | Das Adoptivkind        | Das Adoptivkind            | 6. August – 15. September 2020  | 23. September 2021 (ARD Mediathek) 24. September 2021 (Das Erste) | Oliver Liliensiek | Brigitte Müller | 3,92 Mio. Zuschauer (15,0 % MA) |
| 7     | Freundinnen für immer  | Freundschaft               | 20. April – 23. Juni 2021       | 1. März 2023 (ARD Mediathek) 3. März 2023 (Das Erste)             | Oliver Liliensiek | Brigitte Müller | 3,09 Mio. Zuschauer (10,8 % MA) |
| 8     | Verbotene Liebe        | Die Liebe                  | 20. April – 23. Juni 2021       | 10. März 2023 (ARD Mediathek und Das Erste)                       | Oliver Liliensiek | Brigitte Müller | 2,96 Mio. Zuschauer (11,0 % MA) |
| 9     | Der kleine Ritter      | Der kleine Ritter          | 14. Juni – 12. August 2022      | 19. Januar 2024 (ARD Mediathek und Das Erste)                     | Oliver Liliensiek | Brigitte Müller | 3,66 Mio. Zuschauer (13,7 % MA) |
| 10    | Sommerliebe            | Der perfekte Sommer        | 14. Juni – 12. August 2022      | 26. Januar 2024 (ARD Mediathek und Das Erste)                     | Oliver Liliensiek | Brigitte Müller | 4,20 Mio. Zuschauer (14,9 % MA) |
| 11    | Ein gutes Leben        | Ein gutes Leben            | 5. September – 1. November 2024 | –                                                                 | Oliver Liliensiek | Brigitte Müller | –                               |
| 12    | Verhängnisvolle Liebe  | Glück                      | 5. September – 1. November 2024 | –                                                                 | Oliver Liliensiek | Brigitte Müller | –                               |

## Besetzung

### Hauptdarsteller
| Schauspieler                       | Rolle                                             | Episoden | Zeitraum  |
| Christoph Schechinger              | Paul Winter, Therapeut                            | 1–       | 2019–     |
| Hoonah, Australian-Shepherd-Hündin | Käthe, Pauls Therapiehündin                       | 1–       | 2019–     |
| Mariele Millowitsch                | Hildegard Möller, Krankenschwester                | 1–5      | 2019–2021 |
| Mona Pirzad                        | Jule, Tierärztin, Pauls Jugendfreundin            | 1–8      | 2019–2023 |
| Ben Braun                          | Aaron, Tierarzt, Jules Ehemann                    | 1–8      | 2019–2023 |
| Nadja Bobyleva                     | Erina, Tänzerin, Pauls Ehefrau                    | 1–6      | 2019–2021 |
| Anna Hausburg                      | Jasmina, Sprechstundenhilfe in der Tierarztpraxis | 1–       | 2019–     |
| Lukas von Horbatschewsky           | Noah, Sohn von Jule und Aaron                     | 1–8      | 2019–2023 |
| Lilith Balke                       | Greta, Tochter von Jule und Aaron                 | 1–8      | 2019–2023 |
| Ulrich Brandhoff                   | Eric, Tierarzt                                    | 3–       | 2020–     |
| Thelma Buabeng                     | Dr. Kira Madaki, Schulleiterin                    | 3–9      | 2020–2024 |
| Hildegard Schroedter               | Helga Winter, Mutter von Paul                     | 6–7, 9–  | 2021–     |
| Oona Devi Liebich                  | Minou Salem, Tierpsychologin                      | 9–       | 2024–     |
| Giorgio Valero                     | Faris, Sohn von Minou                             | 9–       | 2024–     |

### Episodenhauptrollen
In Episodenrollen spielten neben anderen Uwe Ochsenknecht, Paula Kalenberg, Christine Schorn, Ulrike Krumbiegel, Muriel Baumeister, Julia Hartmann, Arndt Schwering-Sohnrey, Tilmann Pörzgen, Anna-Lena Schwing und Stephan Schad.

## Rezeption
- Rainer Tittelbach von tittelbach.tv vergab den Auftaktepisoden 4 von 6 Sternen, wobei die Besetzung überzeuge und das emotionale Timing vor allem in der zweiten Episode stimme. Die Reihe gehe sogar dramaturgisch neue Wege.[34]

- Die Teile 3 und 4 erhielten auf tittelbach.tv 4,5 von 6 Sternen. Rainer Tittelbach meint, „am Freitag besticht die Reihe durch die pointiert-alltagsnahen Dialogwechsel und durch die narrative Semantik der Bilder“ und „die Gespräche selbst beschränken sich nicht auf die üblichen banalen Frage-und-Antwort-Spielchen. Die Dialoge sind knapp, präzise und häufig aus der Ironie der Figuren gespeist. Man kann fast sagen, dass das inhaltlich Wesentliche vor allem über die Bilder erzählt wird.“[35]

- Tilmann P. Gangloff schreibt im Tagesspiegel, der ARD-Film Käthe und ich sei „ein Melodram mit Botschaft“ und „die große Stärke des Films“ sei das Drehbuch.[36]

- Prisma urteilt: „Mit einer erstaunlichen Ruhe und Gelassenheit nimmt sich Paul der Probleme seines Umfelds an. Seine entspannte Stimme und seine zurückhaltende Art sind extrem angenehm – für seinen Job als Therapeut eine unbezahlbare Charaktereigenschaft. Schechinger verleiht seiner Figur und dadurch auch der Geschichte viel Tiefgang.“[37]

- Zum vierten Film Papakind schreibt Sarah Kohlberger im Weser Kurier: „Getragen wird der Film wie seine Vorgänger durch wohlüberlegte Dialoge, emotionale Musik und einer malerischen Kulisse. Rückblenden oder das eingeblendete Kopfkino der Figuren sorgen für eine unterhaltsame Abwechslung. Besonders bewegend ist diesmal die Tiefe des Geschehens: Nicht nur einmal drückt Papakind ordentlich auf die Tränendrüse.“[38]